# 安田靫彦
安田 靫彦（やすだ ゆきひこ、本名：安田 新三郎、1884年〈明治17年〉2月16日 - 1978年〈昭和53年〉4月29日）は、大正から昭和期にかけての日本画家、能書家。東京美術学校教授。東京府出身。日本芸術院会員。文化勲章受章。文化功労者。
靫彦は前田青邨と並ぶ歴史画の大家で、青邨とともに焼損した法隆寺金堂壁画の模写にも携わった。「飛鳥の春の額田王」「黎明富士」「窓」はそれぞれ1981年、1986年、1996年に切手に用いられた。良寛の書の研究家としても知られ、良寛の生地新潟県出雲崎町に良寛堂を設計した。また靫彦自らも皇居新宮殿千草の間に書、『万葉の秀歌』を揮毫した。

## 略歴
靫彦は1884年、東京日本橋の料亭「百尺」の四男として生まれた。1897年、帝室博物館で法隆寺金堂壁画等の模写を見、日本絵画協会絵画共進会にて横山大観、菱田春草、小堀鞆音らの作品に感動し、画業を決意した。1898年より小堀鞆音に師事する。青邨らと共に紫紅会（後、偶々同じ「紫紅」を名乗っていた今村紫紅も参加し紅児会）を結成、東京美術学校に進むも中退した。後に岡倉覚三（天心）に認められ、1907年に日本美術院に招かれた。院展の初回より作品を出品し、再興院展にても尽力。肺病に悩まされながらも晩年まで制作を続けた。1974年（昭和49年）の『鞍馬寺参籠の牛若』が靫彦の院展出品の最後になった。
1978年神奈川県大磯町にて没し、墓所は大磯の大運寺にある。
1934年（昭和9年）12月3日帝室技芸員となる。1935年から多摩美術大学美術学部で教授、顧問として教えていた。
1935年（昭和10年）、帝国美術院の改革が行われると会員に選出。しかし翌年に示された平生改革案に反対して横山大観ら日本芸術院メンバーらとともに会員を辞す。
1937年（昭和12年）には帝国美術院が発展的改組した帝国芸術院の会員となり、
この年から始まった新文展の審査員に就任。
1944年（昭和19年）東京美術学校教授となり、1948年（昭和23年）に文化勲章を受章。1958年、財団法人となった日本美術院の初代理事長となった。1959年（昭和34年）宮中歌会始の召人（勅題「窓」を詠進）。1965年（昭和40年）東京芸術大学名誉教授となる。東京国立博物館評議員会評議員、文化財審議会専門委員、国立近代美術館設立準備員も歴任した。なお靫彦の門下に小倉遊亀、森田曠平、益井三重子、岩橋英遠らがいた。
初代中村吉右衛門とは同年で親しく、実兄に吉右衛門一座に在籍した五代目中村七三郎がいる。墓所は大磯町大運寺。

## 代表作品
- 「夢殿」（1912）（東京国立博物館）　聖徳太子の瞑想に取材。
- 「御産の祷」（1914）（東京国立博物館）　紫式部日記の中宮藤原彰子の安産祈祷場面を描く。再興院展の第一回に出品。
- 「五合庵の春」（1920）（東京国立博物館）　良寛にちなんだ作品。
- 「月の兎」（1934）（愛知県美術館）　孫武の婦人兵を鍛える場面を描く。第二回新文展に出品。
- 「孫子勒姫兵」　(1938) (霊友会妙一記念館)
- 「黄瀬川陣」（1940-41）（東京国立近代美術館）　黄瀬川の陣における頼朝義経兄弟の再会の場面を描く。まず左隻の義経が、翌年右隻の頼朝が描かれ六曲一双の大作として完成した。これらの中でも一番の代表作で、2011年重要文化財に指定された。
- 「王昭君」 (1947)
- 「窓」（1951）（横浜美術館）
- 「黎明富士」（1962）（川崎市市民ミュージアム）
- 「飛鳥の春の額田王」（1964）（滋賀県立近代美術館）
- 「卑弥呼」（1968）（滋賀県立近代美術館）
- 「草薙の剣」（1973）（川崎市市民ミュージアム）

## 画集
- 『靫彦』小高根太郎編集並解説 講談社版アート・ブックス 1955
- 『安田靫彦画集』中央公論美術出版 1965
- 『自選安田靫彦画集』朝日新聞社 1971
- 『現代日本美術全集 14　安田靫彦』今泉篤男解説　集英社 1974
- 『日本の名画 25　安田靫彦』水沢澄夫編著　講談社 1974
- 『安田靫彦』三彩社 1975
- 『川端康成全集装画帖』中央公論美術出版 1976
- 『日本の名画 14　安田靫彦』編集:久富貢　中央公論社 1976
- 『安田靫彦写生集』正続　中央公論美術出版 1979
- 『安田靫彦の書』中央公論美術出版 1979
- 『現代日本絵巻全集 8　小林古径・安田靫彦』竹田道太郎解説　小学館 1983
- 『日本画素描大観 4　安田靫彦』佐々木直比古編集解説　講談社 1984
- 『巨匠の日本画 安田靫彦 永遠の女性像』橋秀文編 学習研究社 1994
- 『安田靫彦』新潮日本美術文庫 1998

## 著作
- 『小堀鞆音歴史画素描集』美術思潮社 1943
- 『高麗集 自筆歌帖』中央公論美術出版 1975
- 『画想』中央公論美術出版 1982
- 『安田靫彦の書簡』加藤僖一編著 創作舎 1983
- 重田哲三『座談五十年 靫彦先生の話』中央公論美術出版 1989

## 関連書籍
- 竹田道太郎『安田靫彦 清新な美を求め続けた日本画家』中央公論美術出版 1988

## 資料
『安田靫彦』新潮日本美術文庫34 ISBN 4-10-601554-4　本稿略歴の底本